# Александар Флакер
Александар Флакер (хорв. Alexandar Flaker; 24 липня 1924, Білосток, Польща — 25 жовтня 2010, Загреб, Хорватія) — хорватський літературознавець, критик, перекладач. Професор Загребського університету (з 1962). Дослідник російського авангарду. Учасник Народно-визвольної війни Югославії.

## Біографія
У 1949 році закінчив Загребський університет. Відразу після закінчення університету був прийнятий асистентом на кафедру російської літератури філософського факультету Загребського університету, в 1962 році став професором.
Автор досліджень з історії хорватської літератури, російсько-югославських літературних зв'язків XIX—XX століть («Радянська література в Югославії. 1918—1941», 1965, та ін.), порівняльного літературознавства і теорії літератури. Укладач і перекладач антологій та збірників радянської літератури: «Сучасні російські письменники» («Suvremeni ruski pisci», т. 1-4, 1962-64), «Російська літературна критика» («Ruska književna kritika», 1966), «Радянська література . 1917—1932» («Sovjetska književnost. 1917—1932», 1967).
Автор 17 книг і близько 800 статей кількома мовами (хорватською, російською, німецькою, англійською, італійською та ін.).
Вийшов на пенсію в 1989 році.